# Воскресенско-Рождественская церковь (Соликамск)
Воскресенская церковь (Воскресенско-Рождественская церковь) — недействующий православный храм в историческом центре города Соликамска Пермского края, Памятник архитектуры начала XVIII века. Церковь имела два престола — главный в честь Воскресения Христова и тёплый придельный в честь Рождества Христова.

Вид с юго-запада.

## Расположение
Церковь являлась важной составной частью центрального архитектурного ансамбля города. Она расположена между главным городским Спасо-Троицким собором и отдельно стоящей башней-колокольней. Обширное северное крыльцо Троицкого собора почти вплотную подходит к алтарной части Рождественской церкви, которая расположена несколько ниже по склону, спускающемуся к торговой площади. Таким образом, восходящий высоко вверх путь от торговой площади к Троицкому проходил мимо Рождественской церкви. Со стороны торговой площади, то есть со стороны паперти, к храму примыкали торговые лавки купцов, которые стояли ниже храма по склону и образовывали единый ансамбль кирпичной застройки, выделявшийся на фоне в основном деревянного города.

## История
Храм заложен в 1714 году. В 1788 году он расписывался ярославскими мастерами на средства купца Елисея Семёновича Саратовского, но от этих росписей ничего не сохранилось.
При советской власти храм сильно пострадал, разрушена вся верхняя его часть, колокольня и барабаны. Сохранились только четверик храма со сводами, трапезная и алтарь, декоративное обрамление окон.

## Архитектура

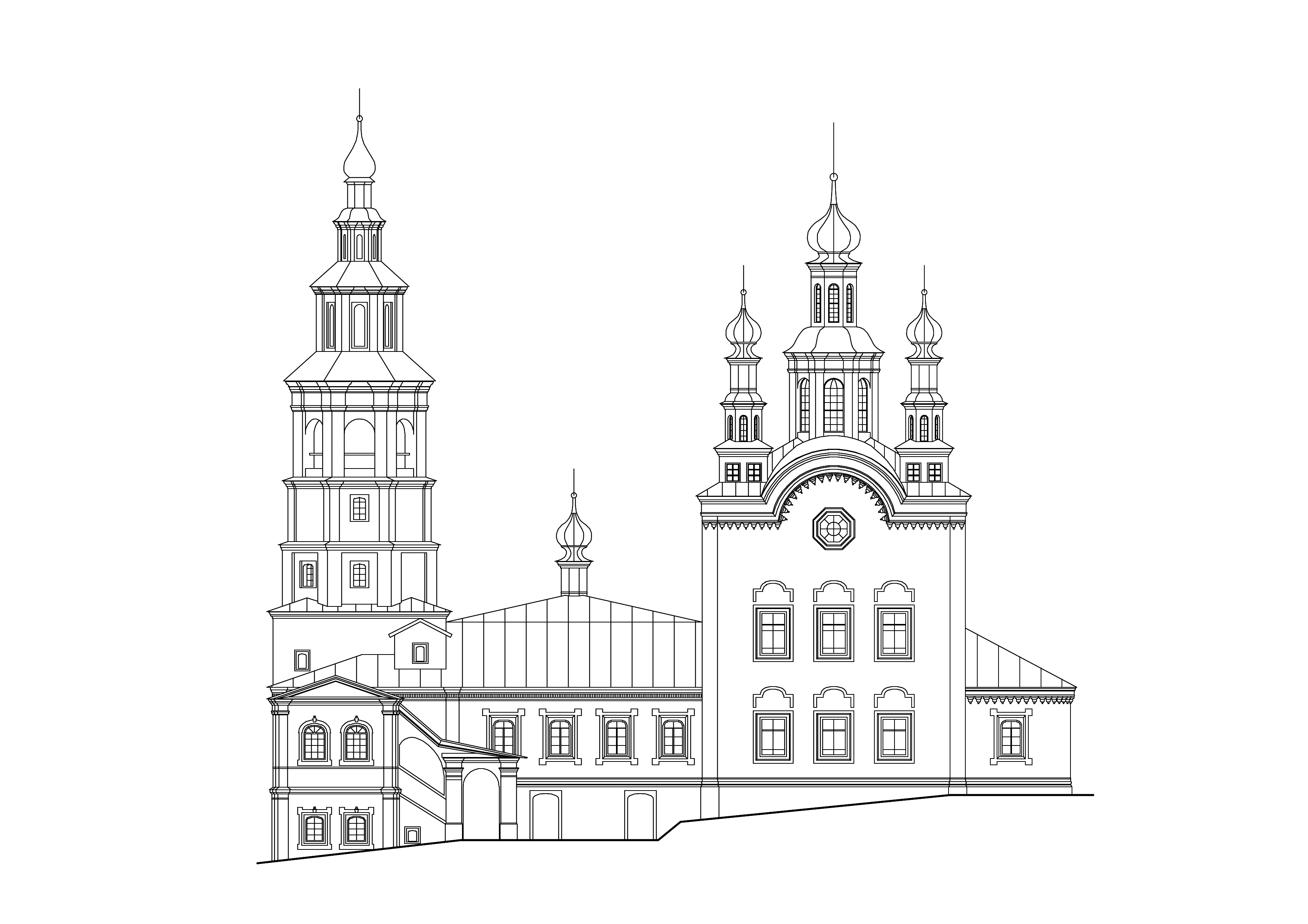
Чертёж Воскресенско-Рождественской церкви (до частичного разрушения). Векторный файл в формате PDF.

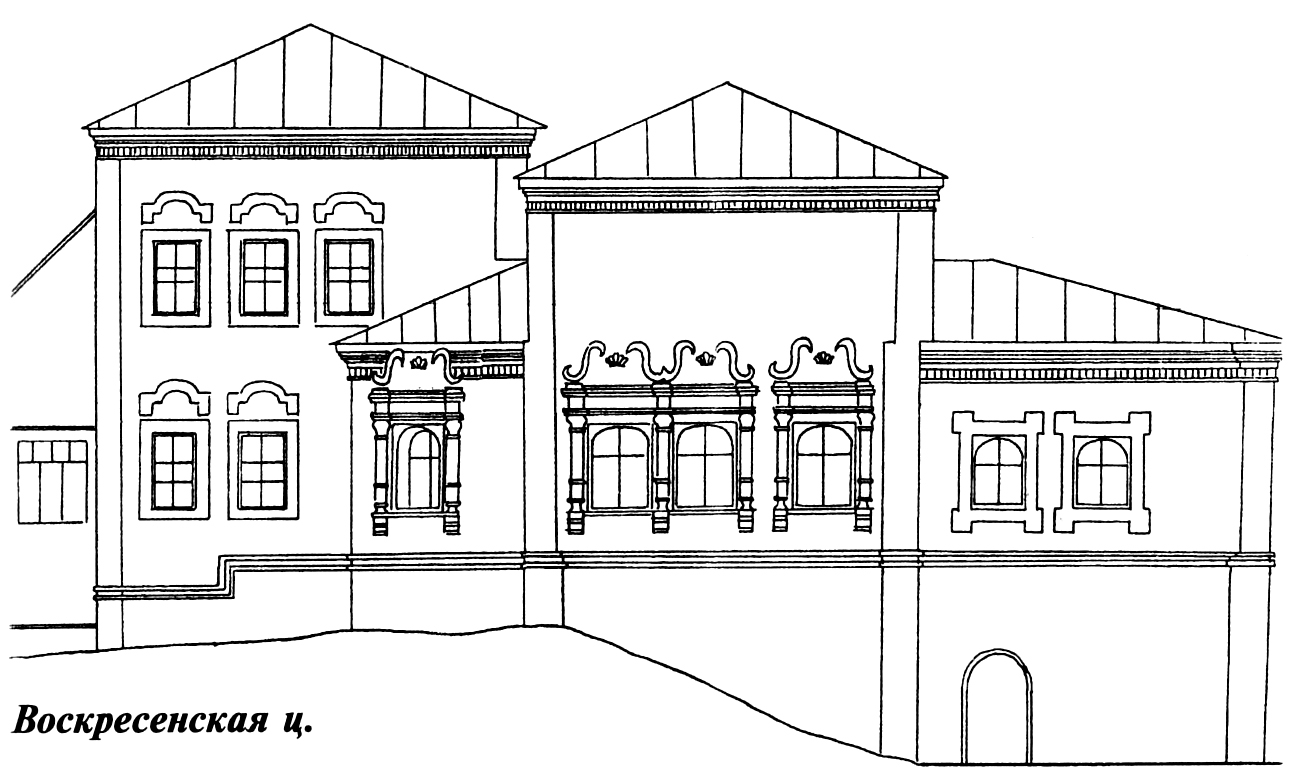
Чертёж Воскресенско-Рождественской церкви (2003 год).

Храм бесстолпный, в прошлом пятиглавый с четырьмя глухими и одним световым барабаном. Барабаны, имевшие ярусную структуру, завершались луковичными главами. Четверик храма — двухсветный. В прошлом стены завершались полукружьями с окнами-люкарнами. Подобную конструкцию можно видеть в Воскресенском соборе города Чердыни.
Сохранились декоративные наличники лучковых окон Воскресенской церкви. По бокам окна обрамлены тонкими колонками, опирающимися на фигурные консоли. В верхней части между двумя завитками расположена небольшая пальметта.